# Estadio municipal Antonio Peroles
El estadio municipal Antonio Peroles es un estadio de fútbol de la ciudad de Roquetas. Lleva el nombre del que fue el primer entrenador de dicho equipo. Se inauguró con motivo de los Juegos Mediterráneos de 2005, celebrados en la provincia de Almería.
El estadio está ubicado en el Barrio de los Institutos, en Roquetas de Mar. Está formado por dos gradas laterales, una de ellas techada. Tiene capacidad para un total de 9000 espectadores. Dispone de una pista de atletismo rodeando el campo de fútbol, el cual tiene unas dimensiones de 106 x 68 m.
Es el sucesor del estadio municipal Los Bajos, que junto con el campo de La Ñoreta y La Algaida forman el conjunto de los terrenos de juego utilizados por este equipo.
Fue campo local del CD Roquetas que jugó 4 temporadas en Segunda B.

## Eventos
El estadio acogió en junio de 2019 la final de la Copa del Rey Juvenil de 2019.